# Glisolles
Glisolles est une commune française située dans le département de l'Eure en région Normandie.
Ses habitants sont appelés les Glisollois.

## Géographie

### Localisation
Glisolles est une commune du Centre du département de l'Eure. Elle appartient à la région naturelle du pays d'Ouche.
Elle est limitée à l'est par La Bonneville-sur-Iton, au sud, par Gaudreville-la-Rivière, à l'ouest, par La Croisille et au nord par Ferrières-Haut-Clocher.
| Ferrières-Haut-Clocher             | Ferrières-Haut-Clocher             | La Bonneville-sur-Iton              |
| La Croisille                       | Glisolles                          | La Bonneville-sur-Iton Les Ventes   |
| Le Val-Doré (comm. dél. du Fresne) | Le Val-Doré (comm. dél. du Fresne) | Gaudreville-la-Rivière Champ-Dolent |

### Lieux-dits et écarts
Glisolles est constituée d'un bourg et de cinq lieux-dits : le Bois du Chêne, la Bretonnière, le Bois des Fortières, le Bois d'Oissel, Oissel-le-Noble (ancienne commune rattachée en 1808 à Ferrières-Haut-Clocher) et Grenieuseville (ancienne commune rattachée en 1808), littéralement « domaine rural grigneux », c'est-à-dire qui grigne « fait la grimace » → « triste domaine » c'est-à-dire « où le sol ridé est difficile à labourer » (homonymie avec Grigneuseville, Seine-Maritime).

### Hydrographie
La commune est située dans le bassin Seine-Normandie. Elle est drainée par l'Iton, le Rouloir, des bras de l'Iton et divers autres petits cours d'eau,.
L'Iton, d'une longueur de 132 km, prend sa source dans la commune de Mahéru et se jette  dans l'Eure à Acquigny, après avoir traversé 39 communes.Les caractéristiques hydrologiques de l'Iton sont données par la station hydrologique située sur la commune de Gaudreville-la-Rivière. Le débit moyen mensuel est de 0,489 m3/s. Le débit moyen journalier maximum est de 9,23 m3/s, atteint lors de la crue du 20 janvier 2024. Le débit instantané maximal est quant à lui de 10,1 m3/s, atteint le 19 janvier 2024.
Le Rouloir, d'une longueur de 49 km, prend sa source dans la commune de Saint-Ouen-sur-Iton et se jette  dans un bras de l'Iton sur la commune, après avoir traversé 15 communes.Les caractéristiques hydrologiques de le Rouloir sont données par la station hydrologique située sur la commune de Glisolles. Le débit moyen mensuel est de 0,917 m3/s. Le débit moyen journalier maximum est de 3,12 m3/s, atteint lors de la crue du 7 juin 2018. Le débit instantané maximal est quant à lui de 3,17 m3/s, atteint le 6 juin 2018.

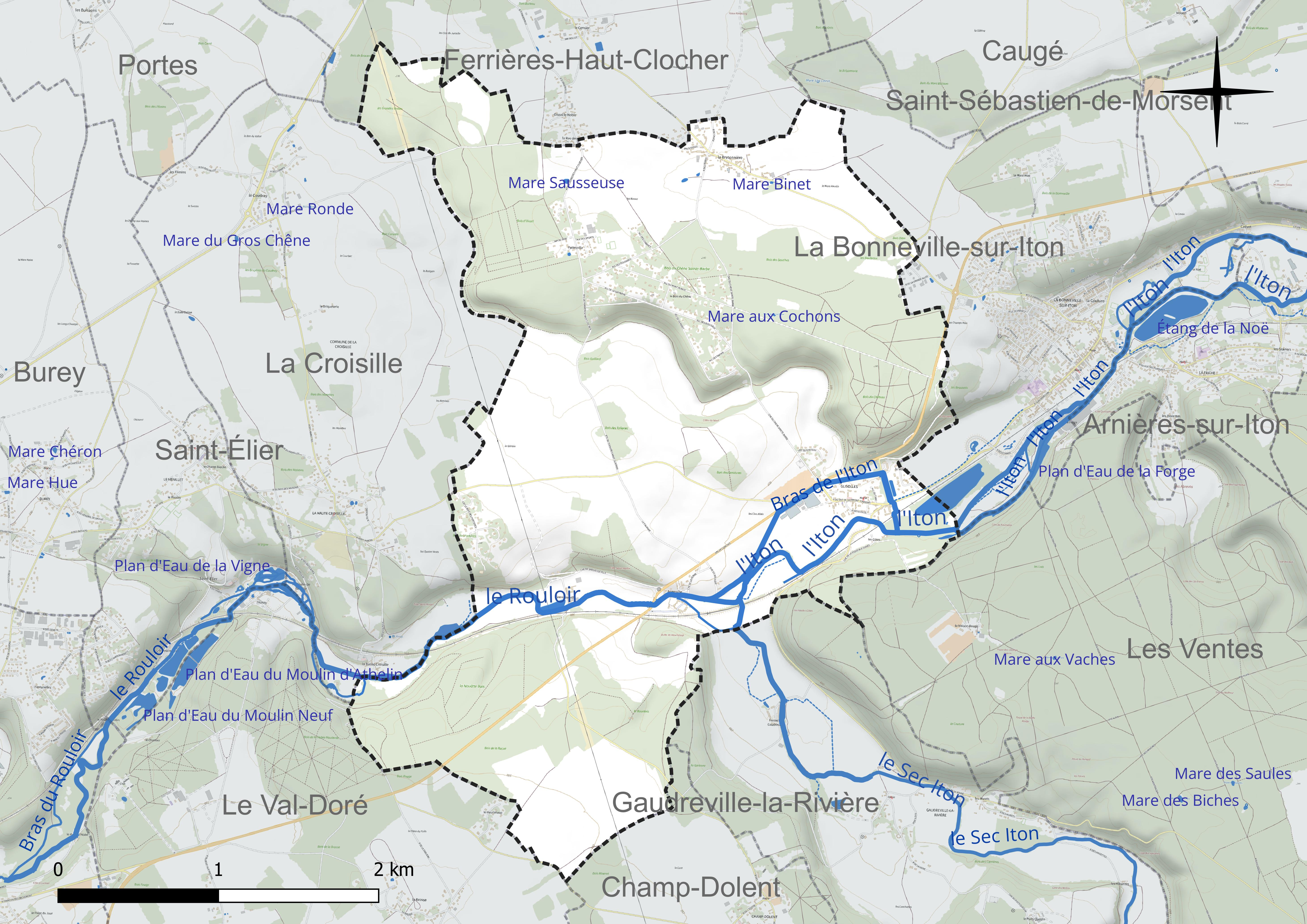
Réseau hydrographique de Glisolles.

Cinq plans d'eau complètent le réseau hydrographique : la ballastière, d'une superficie totale de 5,2 ha (1,4 ha sur la commune), la mare aux Cochons (0 ha), la mare Binet (0 ha), la mare Sausseuse (0,1 ha) et les Prés de la Rochette (0,2 ha),.

### Climat
Pour des articles plus généraux, voir Climat de la Normandie et Climat de l'Eure.
En 2010, le climat de la commune est de type climat océanique dégradé des plaines du Centre et du Nord, selon une étude du CNRS s'appuyant sur une série de données couvrant la période 1971-2000. En 2020, Météo-France publie une typologie des climats de la France métropolitaine dans laquelle la commune est exposée à un climat océanique et est dans la région climatique  Côtes de la Manche orientale, caractérisée par un faible ensoleillement (1 550 h/an) ; forte humidité de l’air (plus de 20 h/jour avec humidité relative > 80 % en hiver), vents forts fréquents. Parallèlement le GIEC normand, un groupe régional d’experts sur le climat, différencie quant à lui, dans une étude de 2020, trois grands types de climats pour la région Normandie, nuancés à une échelle plus fine par les facteurs géographiques locaux. La commune est, selon ce zonage, exposée à un « climat des plateaux abrités », correspondant aux plaines agricoles de l’Eure, avec une pluviométrie beaucoup plus faible que dans la plaine de Caen en raison du double effet d’abri provoqué par les collines du Bocage normand et par celles qui s’étendent sur un axe du Pays d'Auge au Perche.
Pour la période 1971-2000, la température annuelle moyenne est de 10,6 °C, avec  une amplitude thermique annuelle de 14,3 °C. Le cumul annuel moyen de précipitations est de 635 mm, avec 10,6 jours de précipitations en janvier et 8 jours en juillet. Pour la période 1991-2020, la température moyenne annuelle observée sur la station météorologique la plus proche, située sur la commune de Guichainville à 12 km à vol d'oiseau, est de 11,1 °C et le cumul annuel moyen de précipitations est de 659,6 mm,. Pour l'avenir, les paramètres climatiques de la commune estimés pour 2050 selon différents scénarios d’émission de gaz à effet de serre sont consultables sur un site dédié publié par Météo-France en novembre 2022.

## Urbanisme

### Typologie
Au 1er janvier 2024, Glisolles est catégorisée commune rurale à habitat dispersé, selon la nouvelle grille communale de densité à 7 niveaux définie par l'Insee en 2022.
Elle est située hors unité urbaine. Par ailleurs la commune fait partie de l'aire d'attraction d'Évreux, dont elle est une commune de la couronne,. Cette aire, qui regroupe 108 communes, est catégorisée dans les aires de 50 000 à moins de 200 000 habitants,.

### Occupation des sols
L'occupation des sols de la commune, telle qu'elle ressort de la base de données européenne d’occupation biophysique des sols Corine Land Cover (CLC), est marquée par l'importance des territoires agricoles (53,4 % en 2018), en diminution par rapport à 1990 (57 %). La répartition détaillée en 2018 est la suivante : 
terres arables (44,6 %), forêts (39,7 %), zones urbanisées (6,8 %), zones agricoles hétérogènes (4,9 %), prairies (4 %). L'évolution de l’occupation des sols de la commune et de ses infrastructures peut être observée sur les différentes représentations cartographiques du territoire : la carte de Cassini (XVIIIe siècle), la carte d'état-major (1820-1866) et les cartes ou photos aériennes de l'IGN pour la période actuelle (1950 à aujourd'hui).

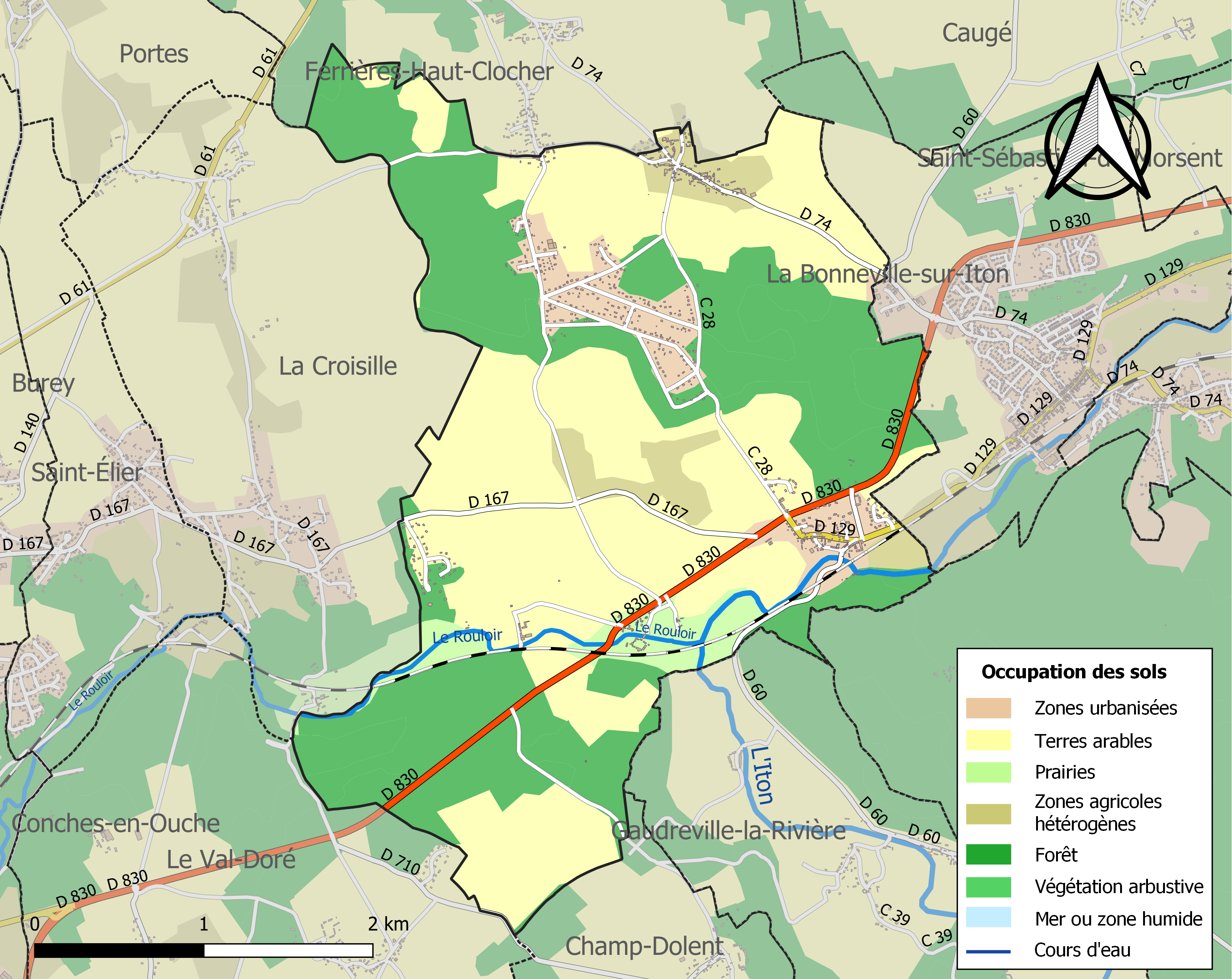
Carte des infrastructures et de l'occupation des sols de la commune en 2018 (CLC).

## Toponymie
Le nom de la localité est attesté sous la forme latine Ecclesiola dès 705, puis Iglisoles en 1130 (charte du roi Henri Ier d’Angleterre), Glisoliæ en 1200 (Gallia christiana), Gliseulles en 1201 (charte de la Noë), Glesol vers 1203 (charte de Luc, évêque d’Évreux), Glissoliæ en 1207 (charte de Philippe Auguste), Glesoles en 1274 (ch. de Saint-Étienne de Renneville), Grisolles en 1469, Grisselles en 1523, Grisolles en 1782.
Ecclesiola au VIIIe siècle, du bas latin ecclesiolas, dérivé en -olas, probablement un diminutif du latin ecclesia, qui a donné le mot français église, Iglisoles en 1130 avec le suffixe diminutif -olle. Dans les diminutifs, la voyelle initiale a tendance à disparaître, d'où Glisolles.
Le passage de /e/ à /i/, puis son amuïssement, s'explique par l'accentuation différente de celui d' ecclesia.
La signification en est donc : la « petite église ». Le -s qui fait penser à un pluriel est purement factice et arbitraire comme ça arrive souvent en toponymie française ; il ne faut pas lui attribuer le sens du pluriel.
Homonymie avec les nombreux Griselles, Grisolles et Eglisolles.

## Histoire
La seigneurie de Glisolles appartient aux XVIe et XVIIe siècles aux familles de Boullenc, puis de Longueil. À la mort, en 1731, de Jean René de Longueil, président à mortier au Parlement de Paris, elle est vendue au banquier et financier Samuel Bernard. La seigneurie, puis le château de Glisolles se transmettent dans la descendance de celui-ci jusqu'en 1926.

## Politique et administration

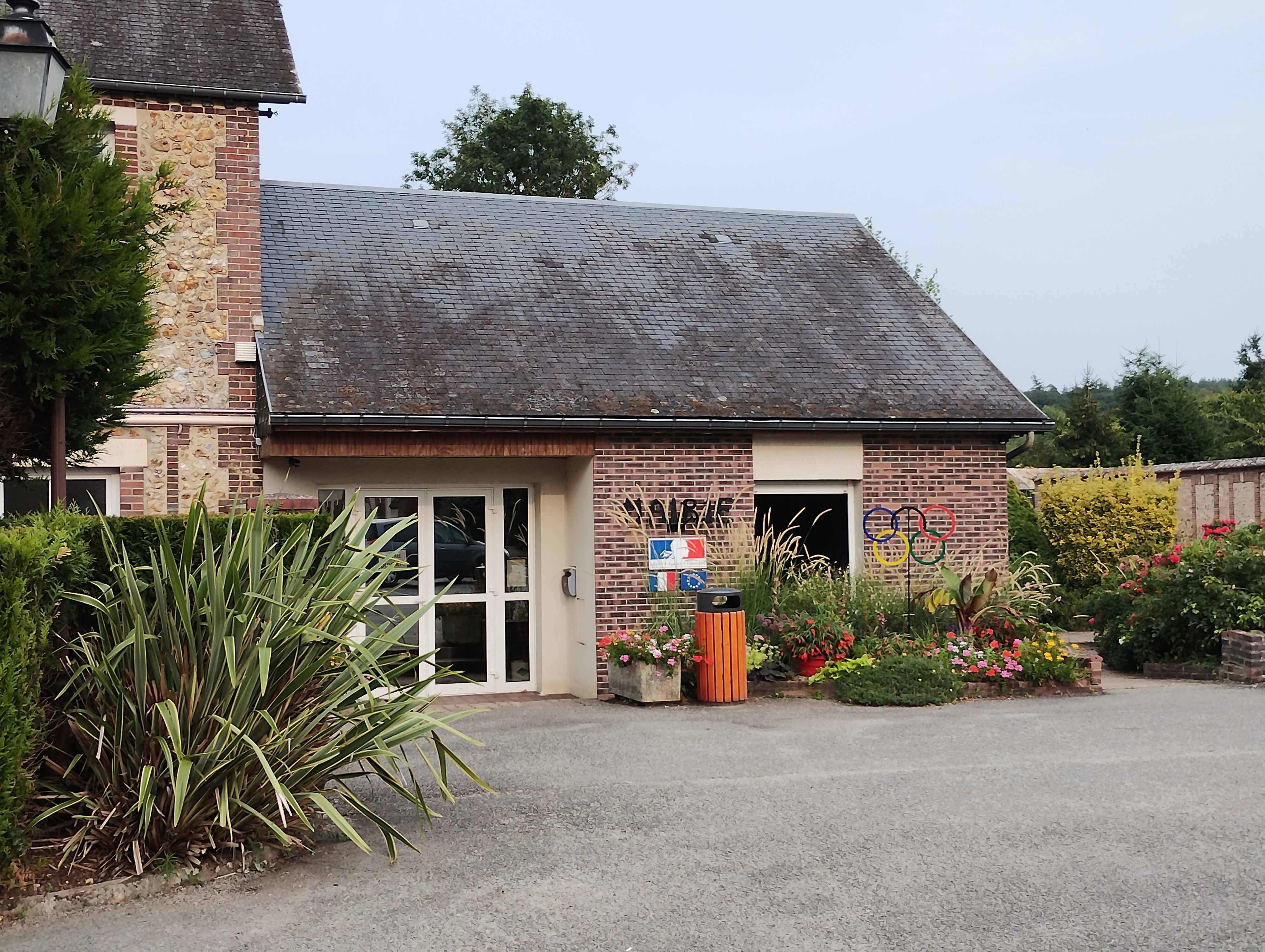
Mairie

| Période                                  | Période   | Identité                                                            | Étiquette | Qualité            |
| ---------------------------------------- | --------- | ------------------------------------------------------------------- | --------- | ------------------ |
| Les données manquantes sont à compléter. |           |                                                                     |           |                    |
| ca 1852                                  | 1865      | Aimé Marie Gaspard de Clermont-Tonnerre 5e duc de Clermont-Tonnerre |           | conseiller général |
| 1881                                     | 1889      | Gaspard Louis Aimé de Clermont-Tonnerre 6e duc de Clermont-Tonnerre |           | conseiller général |
| Les données manquantes sont à compléter. |           |                                                                     |           |                    |
| 2005                                     | 2008      | Bernard Depuydt                                                     |           |                    |
| 2008                                     | 2014      | Martial Geslan                                                      |           |                    |
| 2014                                     | Mars 2020 | Michel Blestel                                                      | SE        | Retraité           |
| Mars 2020                                | En cours  | Bruno Lévéque                                                       | SE        | Retraité           |

## Démographie

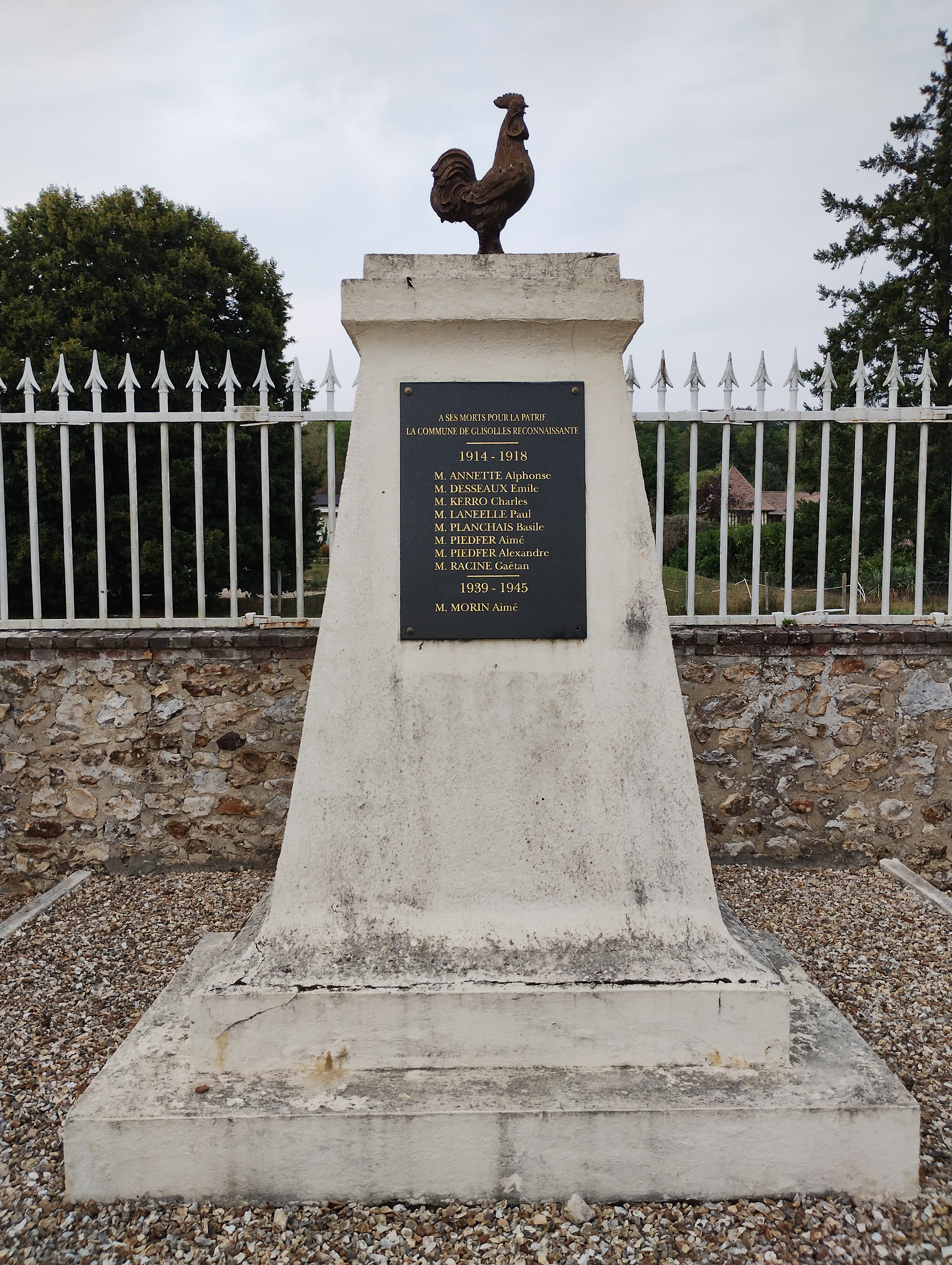
Monument aux morts

L'évolution du nombre d'habitants est connue à travers les recensements de la population effectués dans la commune depuis 1793. Pour les communes de moins de 10 000 habitants, une enquête de recensement portant sur toute la population est réalisée tous les cinq ans, les populations de référence des années intermédiaires étant quant à elles estimées par interpolation ou extrapolation. Pour la commune, le premier recensement exhaustif entrant dans le cadre du nouveau dispositif a été réalisé en 2008.

En 2022, la commune comptait 851 habitants, en évolution de +2,16 % par rapport à 2016 (Eure : −0,25 %, France hors Mayotte : +2,11 %).
| 1793 | 1800 | 1806 | 1821 | 1831 | 1836 | 1841 | 1846 | 1851 |
| ---- | ---- | ---- | ---- | ---- | ---- | ---- | ---- | ---- |
| 312  | 316  | 311  | 255  | 297  | 334  | 337  | 380  | 334  |

| 1856 | 1861 | 1866 | 1872 | 1876 | 1881 | 1886 | 1891 | 1896 |
| ---- | ---- | ---- | ---- | ---- | ---- | ---- | ---- | ---- |
| 342  | 341  | 349  | 271  | 311  | 283  | 285  | 290  | 250  |

| 1901 | 1906 | 1911 | 1921 | 1926 | 1931 | 1936 | 1946 | 1954 |
| ---- | ---- | ---- | ---- | ---- | ---- | ---- | ---- | ---- |
| 247  | 249  | 240  | 240  | 278  | 254  | 191  | 271  | 273  |

| 1962 | 1968 | 1975 | 1982 | 1990 | 1999 | 2006 | 2008 | 2013 |
| ---- | ---- | ---- | ---- | ---- | ---- | ---- | ---- | ---- |
| 318  | 224  | 311  | 525  | 846  | 872  | 874  | 874  | 821  |

| 2018 | 2022 | - | - | - | - | - | - | - |
| ---- | ---- | - | - | - | - | - | - | - |
| 862  | 851  | - | - | - | - | - | - | - |

## Culture locale et patrimoine

### Lieux et monuments
- Église Notre-Dame

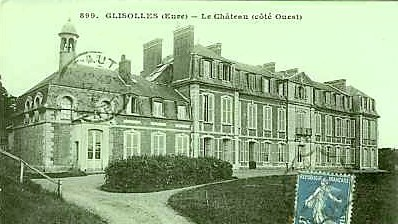
Château, carte postale ancienne

- Ancien château de Glisolles[35], bâti au milieu du XVIIIe siècle par le président Bernard de Boulainvilliers, petit-fils du banquier et financier Samuel Bernard. Le château se composait d'un vaste corps de logis élevé en brique et pierre sur onze travées et deux niveaux, surmontés d'un comble en brisis. Sur chaque façade, la travée centrale était marquée par un avant-corps tout en pierre et plus élevé, surmonté d'un petit fronton triangulaire. Sur son côté nord, le château était prolongé par une aile plus basse en retour côté cour, comportant, notamment une chapelle. Le château se trouvait au fond d'une terrasse surplombant le bourg de Glisolles sur son flanc nord, en bordure de la forêt. La fille du président de Boulainvilliers, Anne Marie Louise Bernard de Boulainvilliers, épouse en 1779 Gaspard Paulin, 4e duc de Clermont-Tonnerre. Le château reste dans leur descendance, la branche ducale de la maison de Clermont-Tonnerre, jusqu'à sa vente en 1926 par Aimé François Philibert de Clermont-Tonnerre, le 8e duc de Clermont-Tonnerre. Revendu en 1931, il est acheté par un marchand de biens qui morcelle le domaine. Repris un temps par La Renaissance Sanitaire, les travaux sont interrompus. En 1938, l'édifice à l'abandon est acheté par la Société nationale des constructions aéronautiques du Nord pour y entreposer ses archives aéronautiques[36]. Un entrepôt est alors édifié dans la cour d'honneur, où un stock de carburant est entreposé pendant la drôle de guerre. Des militaires britanniques en fuite devant l'ennemi en juin 1940 ayant décidé de brûler ce stock de carburant, le feu se communique au château, qui brule entièrement. En 1956, ses murs étaient encore debout, presque intacts. Il n'en subsiste plus aujourd'hui que quelques fragments.

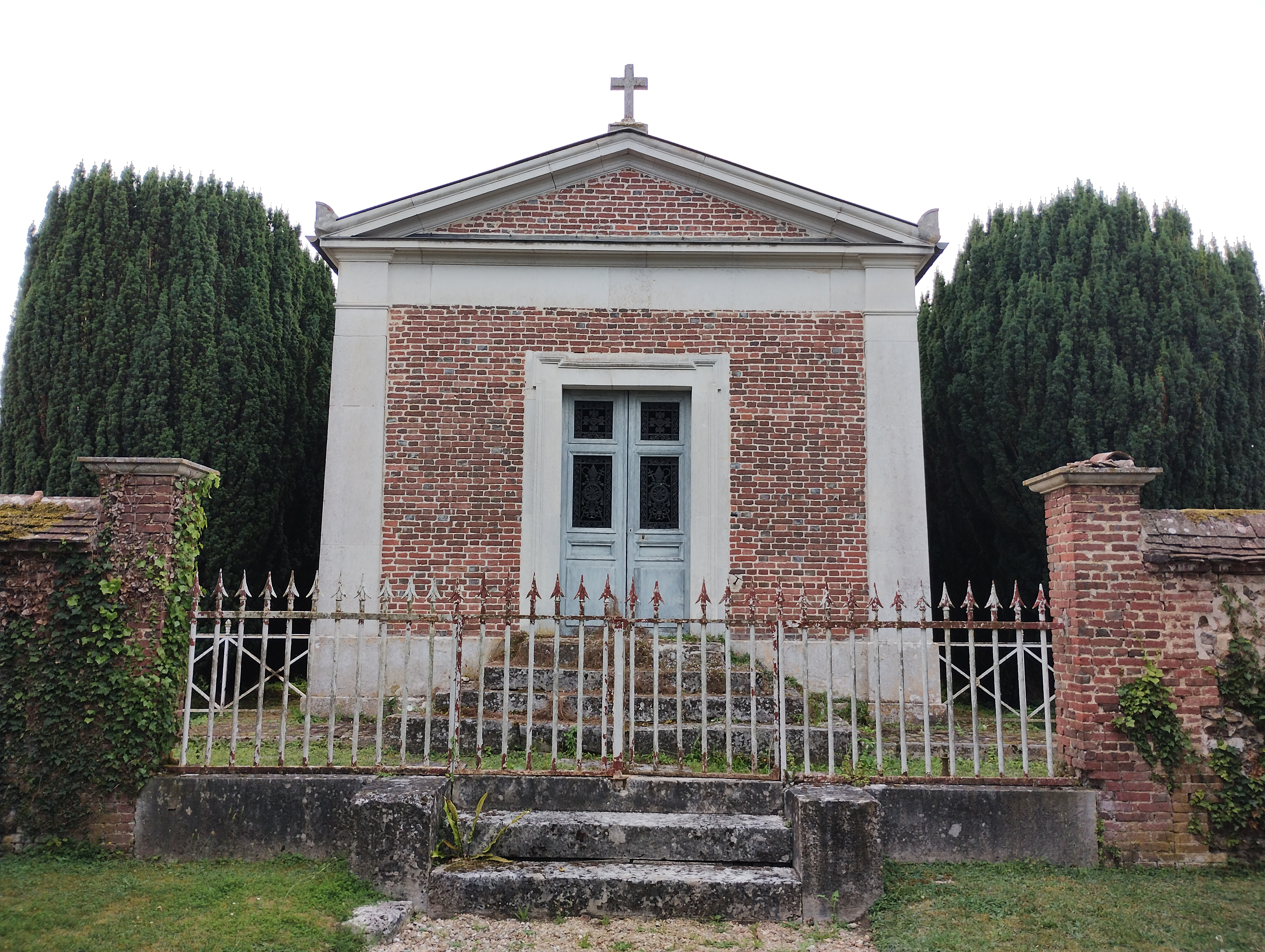
Chapelle de Clermont-Tonnerre

- Chapelle sépulcrale de la Maison de Clermont-Tonnerre, de style néo-classique, bâtie face au portail de l'église.
- L'intersection du 49e parallèle nord et du 1er méridien à l'est de Greenwich se trouve sur le territoire de la commune (voir aussi le Degree Confluence Project).

### Personnalités liées à la commune
- René de Longueil, marquis de Maisons, président au Parlement de Paris, seigneur de Glisolles au XVIIe siècle ;
- Jean-René de Longueil, marquis de Maisons, seigneur de Glisolles, président au Parlement de Paris, mort en 1731, descendant du précédent ;
- Samuel Bernard, banquier et financier, comte de Coubert, seigneur de Glisolles qu'il achète à la famille de Longueil ;
- Gabriel Bernard de Rieux président au Parlement de Paris, fils du précédent, est seigneur de Glisolles après son père, de 1739 à sa mort, en 1745 ;
- Anne Gabriel de Boulainvilliers, fils du précédent, aussi président au Parlement de Paris, fait reconstruire, de 1746 à 1752 le château de Glisolles ;
- Gaspard Paulin de Clermont-Tonnerre, gendre du précédent, est colonel de cavalerie avant la Révolution et commande un régiment de son nom, les  dragons de Clermont-Tonnerre, pendant son émigration dans l'armée de Condé. Il est après la Révolution le quatrième duc de Clermont-Tonnerre, prince romain, pair de France, lieutenant général des armées du roi[37]. Il meurt au château de Glisolles en 1842.
- Aimé Marie Gaspard de Clermont-Tonnerre, son fils, 5e duc de Clermont-Tonnerre, est mort le 8 janvier 1865 au château de Glisolles. Sous la Restauration, il est Lieutenant général des Armées du Roi, Pair de France, ministre de la Marine, puis ministre de la Guerre. Retiré de la vie publique sous Louis-Philippe, il est sous le second Empire maire de Glisolles et conseiller général du canton de Conches-en-Ouche.
- Gaspard Louis Aimé de Clermont-Tonnerre, son fils, 6e duc de Clermont-Tonnerre, lui succède comme maire de Glisolles et comme conseiller général, jusqu'à sa mort, en 1889.
- Élisabeth de Clermont-Tonnerre, épouse divorcée du 8e duc de Clermont-tonnerre, est une femme de lettres et noble française, surtout connue pour son œuvre littéraire et sa longue relation avec Natalie Clifford Barney. Surnommée « la duchesse rouge », ou « Lily » dans le cercle familial, elle écrivait sous son nom de femme mariée, Élisabeth de Clermont-Tonnerre, ou sous celui d'Élisabeth de Gramont. Elle est inhumée à Glisolles, dans la chapelle privée des Clermont-Tonnerre.

### Patrimoine naturel
La forêt d'Évreux (dont une partie se trouve comprise sur le territoire de la commune), est en zone naturelle d'intérêt écologique, faunistique et floristique.

### Héraldique
| Armes de Glisolles | Les armes de la commune de Glisolles se blasonnent ainsi : taillé, au premier de gueules au léopard d'or, au second de sinople aux tiges passées en sautoir, à la barre d'or chargée de trois sapins arrachés de sinople brochant sur la partition Le léopard d'or des armoiries de Glisolles rappelle les armoiries de la Normandie. |